# Gavriel Salomon

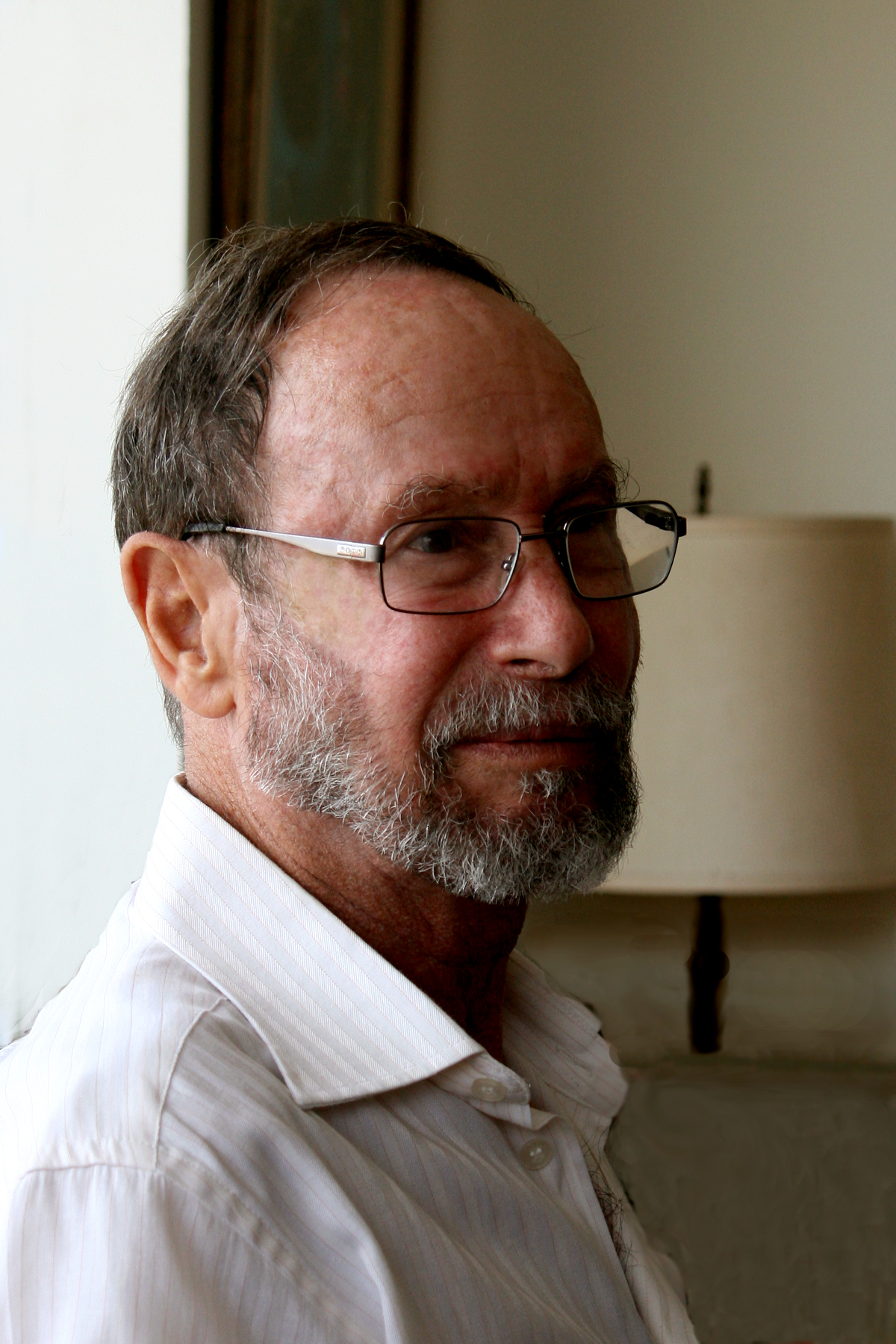
Gavriel Salomon, 2011

Gavriel Salomon (12. Oktober 1938 – 4. Januar 2016) war ein israelischer Erziehungswissenschaftler, der sich mit dem Einfluss von Symbolsystemen auf Lernprozesse und dem didaktischen Design von Lernumgebungen auseinandersetzte. In diesem Zusammenhang prägte er den Begriff Supplantation.
Salomon entwickelte im Jahr 1984 das AIME-Modell, das sich mit der Frage befasst, ob bestimmte Medientypen kognitiv besser zu verarbeiten sind als andere.
Ein Teil seiner Forschungsbemühungen befasste sich mit der Rezeption der israelischen Version der Sesamstraße.
Gavriel Salomon wurde 2010 mit dem Hauptpreis des Peter-Becker-Preises für Friedens- und Konfliktforschung für sein Lebenswerk als Friedenspädagoge ausgezeichnet.